# Mareth (delegación)
Mareth es una delegación de la gobernación de Gabès en Túnez. En abril de 2014 tenía una población censada de 63 122 habitantes.
Se encuentra ubicada en el centro del país, entre el lago Chott el Djerid, al oeste, y el golfo de Gabés (mar Mediterráneo), al este.